# Атински вести
Атински вести е бивш български седмичник, който излиза в Атина от декември 2000 до 2010 година.
За този период се разпространява в цяла Гърция и в Кипър. Идеята за създаване на Атински вести е на издателя на „International Media Network“, Теодорос Бенакис. Главен редактор на вестника е Нели Карагьозова. Излиза веднъж седмично на български и гръцки език.

## Тематика
Темите във вестника са разнообразни. Акцентира се върху въпроси, отнасящи се до имиграционното законодателство на Гърция и Европейския съюз, до легализационната процедура и условията за работа и престой.
Отразяват се всички изяви на българските дружества в Гърция, дава се трибуна на читателите, които споделят лични, трудови и социални проблеми.

## Екип
В периода през своето съществуване редакционния екип се състои от журналистите Нели Карагьозова - главен редактор, Павлина Григорова и Яна Букова - репортери, Миглена Семерджиева - редактор, Диляна Иванова - редактор, и постоянни сътрудници в Атина, Солун и други градове на страната.